# 1708 en architecture
| Années de l'architecture : 1705 - 1706 - 1707 - 1708 - 1709 - 1710 - 1711    |
| Décennies de l'architecture : 1670 - 1680 - 1690 - 1700 - 1710 - 1720 - 1730 |

Cet article présente les faits marquants de l'année 1708 en architecture.

## Réalisations
- 20 octobre : la cathédrale Saint-Paul de Londres dessinée par Christopher Wren est ouverte au culte. La dernière pierre ne sera posée qu'en 1710.
- Début de la construction du Deutscher Dom à Berlin.
- Construction de la Wilbury House dans le Wiltshire (Angleterre) par William Benson.

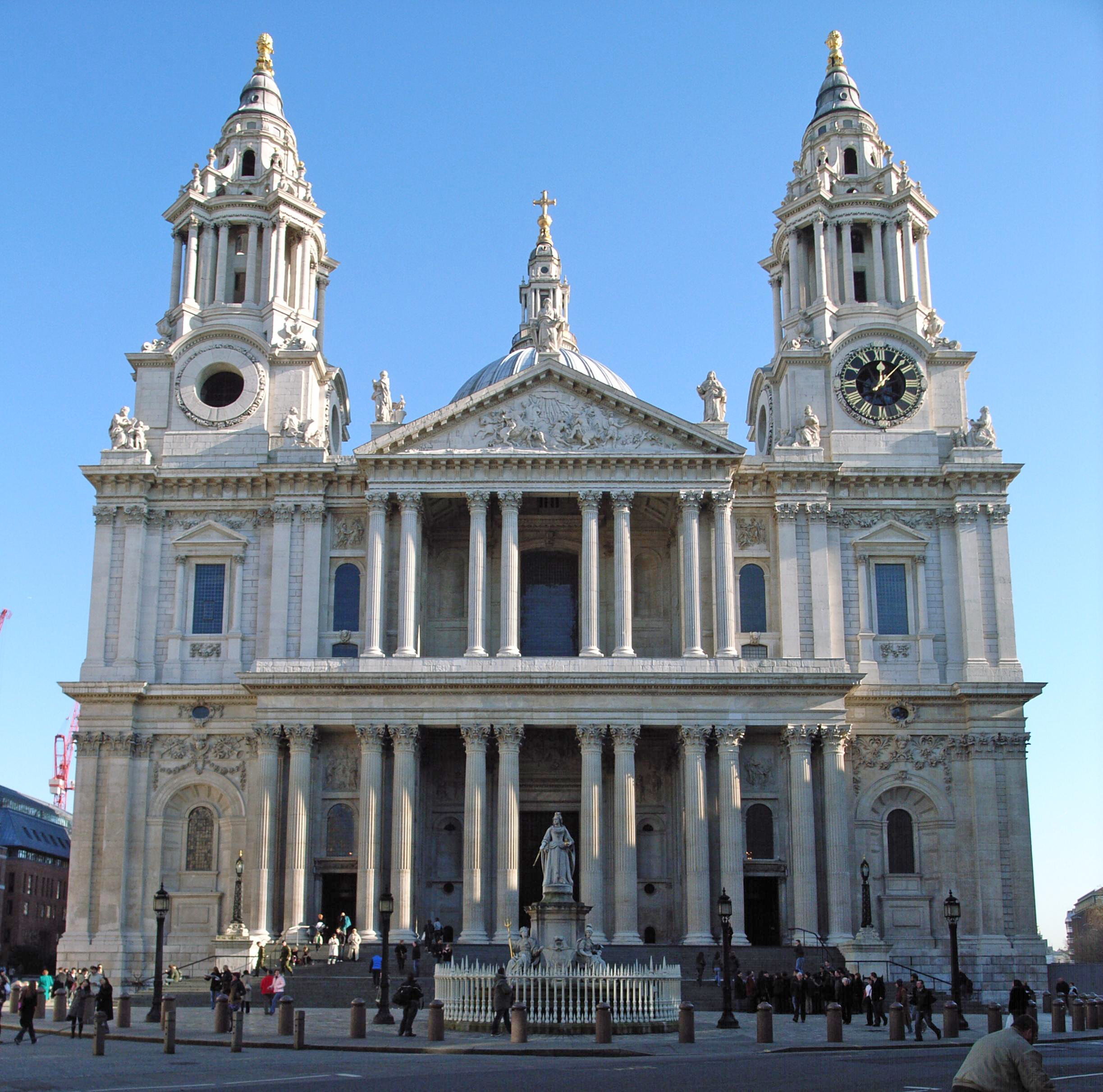
La cathédrale Saint-Paul de Londres

## Événements
- Robert de Cotte, promu premier architecte du roi, termine la chapelle de Versailles.
- Robert de Cotte est chargé de continuer la transformation du cœur de Notre-Dame de Paris (1708-1714).

## Décès
- 11 mai : Jules Hardouin-Mansart (° 16 avril 1646).